# Епархия Крайстчерча
 Епархия Крайстчерча  (лат. Dioecesis Christopolitana) — епархия Римско-Католической церкви с центром в городе Крайстчерч, Новая Зеландия. Епархия Крайстчерча входит в митрополию Веллингтона. Кафедральным собором епархии Крайстчерча является собор святого Причастия.

## История
5 мая 1887 года Святой Престол учредил епархию Крайстчерча, выделив её из епархии Веллингтона, которая 10 мая 1887 года была возведена в ранг архиепархии.

## Ординарии епархии
- епископ Джон Джозеф Граймс[англ.] (13.05.1887 — 11.03.1915),
- епископ Мэттью Броди[англ.] (27.11.1915 — 11.10.1943),
- епископ Патрик Лайонс[англ.] (16.03.1944 — 5.04.1950),
- епископ Эдвард Джойс[англ.] (18.04.1950 — 28.01.1964),
- епископ Брайан Эшби[англ.] (11.07.1964 — 4.07.1985),
- епископ Денис Ханрэн[англ.] (4.07.1985 — 1.02.1987),
- епископ Бэзил Микинг[англ.] (30.03.1987 — 15.12.1995);
- епископ Джон Каннин[англ.] (15.12.1995 — 4.05.2007),
- епископ Барри Джонс[англ.] (4.05.2007 — 3.03.2018),
- епископ Пол Мартин (3.03.2018 — 1.01.2021);
  - епископ Пол Мартин — апостольский администратор (1.01.2021 — 26.05.2022);
- епископ Michael Andrew Gielen (26.05.2022 — по настоящее время).

## Источник
- Annuario Pontificio, Libreria Editrice Vaticana, Città del Vaticano, 2003, ISBN 88-209-7422-3